# 上沼・高田のクギズケ!
『気になる情報のウラのウラ 上沼・高田のクギズケ!』（きになるじょうほうのウラのウラ かみぬま・たかだのクギズケ!）は、2011年1月16日から一部日本テレビ系列局で放送されている情報バラエティ番組。読売中京FSホールディングスの連結子会社のうち2局（読売テレビ、中京テレビ）による共同制作。クギヅケ（釘付け）が本来正しい表記だが番組名としては誤表記。上沼恵美子と高田純次の冠番組。通称は『上沼・高田のクギズケ!』。

## 番組概要
番組の流れとしては、前々身の『ウラネタ芸能ワイド 週刊えみぃSHOW』と似通っており、最近起きたニュース・芸能など、ワイドショーが取り上げない時事ネタを番組流に新解釈を発表する。エンディングでは、スタッフが毎回あるテーマに絞って楽天市場のサイトで見つけたお取り寄せを3品紹介し、その中から1品を実際スタジオで実食していたが、後に2人の著名人が1品ずつ紹介し、スタジオで実食し美味しかった方を視聴者プレゼントする企画に変更された。お取り寄せコーナーは、2012年1月を以って終了した。
公開収録で、基本的には隔週土曜日に読売テレビで収録する（2本撮り）が、中京テレビでも収録される場合がある（その際にはニュース読みは中京テレビの男性アナウンサーが担当する）。
NHK・TBSテレビ・フジテレビ・テレビ朝日・テレビ東京等関連（特にネガティブな）の裏ネタを取り上げることがあるが、同系列の日本テレビのネタに関しては取り上げない。
番組開始当初は「情報性」に軸を置き、芸能レポーターらが芸能界の裏ネタなどを暴露して、それに上沼や高田らがコメントする形だった。現在は「トークの面白さの追求」にシフトしており、取り扱うニュースのテーマも「そのネタをきっかけにMCのトークがどれだけ面白く展開できるか」を予想して選定しており、時に発言内容がネットで騒動となったほか、ゲストも"旬"な人を招いているため注目度が高まっている。
番組は開始当初から公開収録で行われており、パネリストによる裏ネタなどが暴露された直後に、スタジオの観客が一斉に「えぇ～～!!??」という声をあげるのがお約束となっていた。また、テーマ内容に対して高田がトンチンカンな事を発言すると上沼がピコピコハンマーでテーブルを叩く（ツッコミを入れる）のも恒例である。
新型コロナウイルス感染拡大の防止のため、2020年2月から公開収録を取り止めたほか、同年4月に入り政府による緊急事態宣言が発令されたことで、高田をはじめ関西に在住しないゲストやパネリストを招いての収録が困難となった（上沼も他局のレギュラー番組を含めて出演を自粛した）ため、4月12日放送分から5月17日放送分までは「爆笑トーク集」などと銘打った総集編や、上沼が自宅での様子を公開したりした特別企画で繋いだ。翌週5月24日放送分からは、パネリストは3名（のち4名）に絞り、ゲストも間隔を空けて座るなど感染症対策をとったうえで、スタジオ収録を再開した。再開直後は上沼単独で番組を進行させていたが、6月中旬からは高田も出演を再開している。なお、2024年2月時点でも公開収録は再開していない。
2023年6月18日放送分は、共同制作局の中京テレビのスタジオで公開収録を行った。
番組は各地の日本テレビ系列局でも放送されており、2020年10月からは独立局であるテレビ埼玉で放送を開始した。上沼恵美子の読売テレビ制作レギュラー番組が関東地区で放送されるのは前番組の『愛の修羅バラ!』含め初めてのこととなる。
上沼にとっては、2022年4月以降の地上波・BSテレビ番組も含めてテレビ番組唯一のレギュラー番組となった。

## 視聴率
番組開始当初は6～7%を推移していたが、その後、徐々に数字を伸ばし、特に2015年あたりから視聴率が上昇している（ビデオリサーチ調べ、関西地区・世帯・リアルタイム。以下略）。2015年は10月4日までの年間平均視聴率が10.5%であり、また2016年は2月7日放送分で過去最高となる16.1%に達した。現在は概ね10～11%で推移している。

## 派生番組
- 「上沼・高田の死ぬまでにやりたい!大人の極上ハワイ旅」2013年1月4日 14:55 - 15:55 （中京テレビ制作）
  - 狩野英孝の案内で、上沼、高田の2人が楽園ハワイで『死ぬまでに一度はやりたい』“大人の極上ハワイ”を体験する。ナレーターは小林克也が担当。この番組のみ、通常番組をネットしない日本テレビでも放送された。
  - 2013年1月6日放送分のコーナー「クギズケ!新春特別企画inハワイ」では、この番組の最後に訪れたホテル「トランプ・インターナショナル・ホテル・ワイキキ・ビーチ・ウォーク」のスイートルームでの座談会が放送された。

## 現在の出演者

### 司会
- 上沼恵美子
- 高田純次

### パネリスト
※中西正男がほぼレギュラー。吉田たかよしと森田豊は週交替ということになっている。近年は中西（恐妻ネタ）と吉田（独身ネタ）は上沼と高田、時折ゲストからいじられる事もしばしばである。その日に扱ういくつかのテーマ（そのパネラーが話せる専門分野）ごとに順繰りで4人起用される。ただし下記メンバーとは違う人が呼ばれることもよくある。
※前身番組（ウラネタ芸能ワイド 週刊えみぃSHOW）から23年間出演し、解説パネラーリーダーとして活躍していた井上公造は、2022年3月27日放送分をもって卒業した。
- 中西正男
- 藤谷英志
- 吉田たかよし
- 森田豊
- 森永卓郎
- 須田慎一郎
- 門倉貴史
- 羽林由鶴
- 長谷川まさ子
- 多田文明
- 牛窪恵
- パンク町田

ほか

### ゲスト
- 仁支川峰子
- 和泉節子
- 松尾貴史
- 武田修宏
- アンミカ
- スザンヌ
- 小沢一敬（スピードワゴン）
- 海原やすよ・ともこ
- ニッチェ
- 花田虎上
- 柴田英嗣
- ナジャ・グランディーバ
- 重盛さと美
- 原田龍二
- 宮崎謙介
- ナイツ
- いとうあさこ
- 木本武宏（TKO）
- 中川家・礼二
- FUJIWARA[5]
- ダレノガレ明美
- おのののか
- お見送り芸人しんいち
- 熊切あさ美
- 鈴木拓（ドランクドラゴン）
- サンドウィッチマン
- パンクブーブー
- ゆきぽよ
- 狩野英孝
- 祇園[6]他

## 過去の出演者

### ニュース読み
- 本野大輔（当時読売テレビアナウンサー）
- 大田良平（同上）
- 吉田太一（当時中京テレビアナウンサー）

### パネリスト
- 長谷川豊
- 住田裕子
- 菊地幸夫
- 西川史子
- 笑い飯[7]
- 千鳥

## ネット局

### 現在のネット局
- 前番組『愛の修羅バラ!』に引き続き、全編ローカルセールス枠のため、読売テレビ・中京テレビ以外の通常時同時ネットとする局でも、編成の都合で臨時非ネットまたは遅れネットに変更する場合がある[8]。
- 読売テレビが『大阪マラソン』を放送して繰り下げ放送とする場合（2024年2月25日は13:05から放送）、共同制作局の中京テレビを含む通常時の同時ネット局には裏送りで先行ネットとする。

- ［字］は字幕放送を実施。

| 放送対象地域   | 放送局                          | 系列                          | 放送開始日      | 放送日時           | ネット状況     | 脚注   |
| -------------- | ------------------------------- | ----------------------------- | --------------- | ------------------ | -------------- | ------ |
| 近畿広域圏     | 読売テレビ（ytv）［字］         | 日本テレビ系列                | 2011年1月16日 - | 日曜 11:40 - 12:35 | 【共同制作局】 |        |
| 中京広域圏     | 中京テレビ（CTV）［字］         | 日本テレビ系列                | 2011年1月16日 - | 日曜 11:40 - 12:35 | 【共同制作局】 | [ 9 ]  |
| 北海道         | 札幌テレビ（STV）［字］         | 日本テレビ系列                | 2011年4月3日 -  | 日曜 11:40 - 12:35 | 同時ネット     | [ 10 ] |
| 宮城県         | ミヤギテレビ（MMT）［字］       | 日本テレビ系列                | 2013年4月6日 -  | 日曜 11:40 - 12:35 | 同時ネット     | [ 11 ] |
| 鳥取県・島根県 | 日本海テレビ（NKT）［字］       | 日本テレビ系列                | 2011年1月25日 - | 日曜 11:40 - 12:35 | 同時ネット     | [ 12 ] |
| 広島県         | 広島テレビ（HTV）［字］         | 日本テレビ系列                | 2011年1月16日 - | 日曜 11:40 - 12:35 | 同時ネット     | [ 13 ] |
| 徳島県         | 四国放送（JRT）［字］           | 日本テレビ系列                | 2011年1月23日 - | 日曜 11:40 - 12:35 | 同時ネット     | [ 14 ] |
| 香川県・岡山県 | 西日本放送（RNC）［字］         | 日本テレビ系列                | 2011年1月26日 - | 日曜 11:40 - 12:35 | 同時ネット     | [ 15 ] |
| 福岡県         | 福岡放送（FBS）［字］           | 日本テレビ系列                | 2011年1月23日 - | 日曜 11:40 - 12:35 | 同時ネット     | [ 16 ] |
| 長崎県         | 長崎国際テレビ（NIB）［字］     | 日本テレビ系列                | 2011年1月25日 - | 日曜 11:40 - 12:35 | 同時ネット     | [ 17 ] |
| 熊本県         | くまもと県民テレビ（kkt）［字］ | 日本テレビ系列                | 2011年1月19日 - | 日曜 11:40 - 12:35 | 同時ネット     | [ 18 ] |
| 富山県         | 北日本放送（KNB）［字］         | 日本テレビ系列                | 2011年1月23日 - | 日曜 12:00 - 12:55 | 20分遅れ       | [ 20 ] |
| 大分県         | テレビ大分（TOS）［字］         | 日本テレビ系列 フジテレビ系列 | 2011年1月28日 - | 日曜 13:00 - 13:55 | 1時間20分遅れ  | [ 21 ] |
| 鹿児島県       | 鹿児島読売テレビ（KYT）［字］   | 日本テレビ系列                | 2011年1月30日 - | 日曜 16:30 - 17:25 | 4時間50分遅れ  | [ 22 ] |
| 山口県         | 山口放送（KRY）［字］           | 日本テレビ系列                | 2011年2月5日 -  | 土曜 16:00 - 16:55 | 遅れネット     | [ 23 ] |

### 過去のネット局
- テレビ岩手（TVI） - 日曜 10:25 - 11:20に遅れネットしていたが、2011年3月27日をもって打ち切り。
- 山形放送（YBC） - 日曜 10:25 - 11:20に遅れネットしていたが、2011年3月27日をもって打ち切り。
- テレビ新潟（TeNY） - 日曜 11:45 - 12:40に遅れネットしていたが、2011年6月25日をもって打ち切り。
- 山梨放送（YBS）
- テレビ信州（TSB）
- 琉球放送（RBC） - TBS系列。金曜 13:55 - 14:50に遅れネットしていたが、2021年3月をもって打ち切り。
- テレビ金沢（KTK） - 2011年1月23日から2021年10月25日までは日曜16:25 - 17:23に遅れネット、同年11月1日からは同時ネットしていたが、2022年4月3日より日本テレビで同時間帯に放送されている『スクール革命!』を同時ネットへ移行するため2022年3月13日の放送を最後に打ち切り。
- 宮崎放送（MRT） - TBS系列。土曜 14:00 - 14:54に遅れネットしていたが、2023年3月をもって打ち切り。
- テレビ埼玉（テレ玉/TVS） - 独立局。2020年10月9日（2020年9月27日放送回）よりスタート。2021年10月まで金曜19:05 - 20:00に放送されており、『ライオンズアワー』放送日は休止となっていた。以降月曜 19:00 - 19:55に放送していたが2023年9月25日を最後に打ち切り。
- 南海放送（RNB） - 土曜 10:30 - 11:25に遅れネットしていたが、2024年3月をもって打ち切り。
- 高知放送 （RKC） - 2013年9月8日放送開始。当初は日曜12:00-12:55で放送され、2016年4月からは土曜12:00-13:00に放送されていたが、「サタデーLIVE ニュース　ジグザグ」のネット開始に伴い、2025年3月打ち切り。

## スタッフ

### 現在のスタッフ
（2025年8月17日現在）
- ナレーター：藤沢としや、かわたそのこ
- 構成：上田信彦、稲見周平、笹部香（稲見→以前はブレーン、稲見・笹部→以前は週替り）
- TD：窪田和弘・窪内誠・河戸将克（ytv、窪内→以前はLD、毎週、共に以前はLD兼務）【週替り】
- SW：大矢晃平（ytv、以前はCAM）、中西哲夫（関西東通、以前はCAM）【週替り】
- TDOrSW/CAM：野口忠繁（ytv、一時離脱）【週替り】
- SW/CAM：林加奈子（関西東通、以前はCAM）【週替り】
- CAM：出口雅樹、西良美和、柳川竜一、筒井周太、吉岡利晃（関西東通）、吉村昇、杉本昴平、杉本麻也（ytv、杉本麻→CAM担当►TD/SW）、橋本樹、杉本康弘【週替り】
- VE：古門優弥・矢野鼓子・菊地健（ytv、古門→以前はCAM►一時離脱）、大浦和宏、辻義幸・高橋稔（関西東通、辻→一時離脱）【週替り】
- MIX：池永裕一・沖田一剛（ytv、池永・沖田→一時離脱）、井上典子（関西東通）、畑仲豊萌、田中直橘、飯田一馬【週替り】
- 編集：間宮英輔・平池武志・有賀聡（ytv Nextry）【週替り】
- EED：佐藤友彦・明石健二・利岡正義（マウス）、今井純【週替り】
- TELOP：島田貴絵・井上ちひろ（マウス、島田→一時離脱）、出来良磨、矢野めぐみ（矢野→一時離脱）【週替り】
- 音効：秋山立樹（J-WORKS）、竹内健司（ytv Nextry、一時離脱）、馬越俊輝【週替り】
- MA：六車誠（ytv Nextry）、畦地(池)有花【週替り】
- 美術：松田優多（ytv）
- 美術進行：合六健二郎（2024年1月14日-）、川上眞子（2025年1月26日-）【週替り】
- マルチ：栗村理恵、松田真奈、谷島瑠華【週替り】
- 宣伝：村上顕太（ytv）[24]、山﨑友大（CTV）[25]
- 協力：ytv Nextry（2011年1月までサウンドエフェクトと表記）、マウス、セブンキューブ、クリーク・アンド・リバー社、CTV MID ENJIN、ADEC、放送事業社、関西東通、教映社、ハートス、つむら工芸、高津商会、グリーンアート、A.I.C、東京衣裳、大伍貿易、アサヒ精版印刷、アイディアリミックスクラブ、PIXTA、仕事場
- ディレクター：塚本涼一郎・加茂田祥子・門田翼・吉井純平・貴次登己[26]（ytv）、岡本亮介・江田睦・柴草昴太[27]・倉田雄一郎[28]（CTV）、宮脇依里（メガバックス）、吉本遥香【週替り】
- AP：栗原佐知（メガバックス）
- TK：中川浩江
- 演出：辰壮一朗（ytv）[29]
- プロデューサー：多賀規恵[30]・野垣航[31]（ytv）、中尾知煕（CTV）[32]
- チーフプロデューサー：新宅淳（ytv）[33]、青木繁治（CTV）[34]
- 制作：読売テレビ・中京テレビ

### 過去のスタッフ
- 構成：織田智之（以前はブレーン）
- 技術：平松雅之・岳崎勉（ytv）
- TM：小椋敏宏（ytv、現：日本テレビ所属）、松浦正和（ytv、以前はTD/LD►TM►一時離脱）
- TD/LD：吉田勝・浜野眞治・廣江貞雄・窪田和弘（ytv、吉田→以前はTM、廣江→LDのみの回あり）
- TD：岩崎淳（CTV）[35]
- SW/CAM：塚本新一・井ノ口鈜三（ytv、井ノ口→以前はSWのみ、回によって担当が異なる）
- SW：野平浩二・大橋優・坂口裕一（ytv、野平→以前は、SW►SW/CAM►TD/SW►SWやCAMのみの回もあった、大橋→以前は、CAM、坂口裕→一時離脱）、當房尚子（関西東通）
- CAM：星野高久・大中一・宮川竜之介・藤井義行・奥嶋駿介（ytv、藤井→以前はTDも兼務►SW►一時離脱、奥嶋→以前はTD/LD）、加藤裕規・勝木俊雄・青木岳史・金原良之（関西東通）、粟津光乗、薬師寺智久、石川和義
- VE：鈴木哲也・浜端俊介・虎城正仁・上田好一（関西東通、虎城→一時離脱）、木谷公久・米田忠義・山岡宗馬・菊地健（ytv）、藤田朋弘、末松敬冶、松下英男
- MIX：田口護・鈴木直人・小西康元・正木良・三村将之（ytv、三村→以前はTD/LD）、杉野雪絵（CTV）[36]
- 編集：渋谷良人（ytv Nextry）、岡本怜之、利岡正義（マウス）
- EED：赤羽直樹・工藤雄貴・田中麻友子（マウス）
- TELOP：千手麻由・上村萌華・樋口鈴乃・永元菜津美・利岡正義（マウス）、穂積翔
- 音効：圓谷真穂・副島圭祐・小林翔子（ytv Nextry）
- MA：品川泰宏・堀内孝太郎・古庄陽・西山直宏（ytv Nextry、古庄→以前は毎週）、村中理子
- 美術：松井珠美・伊藤大樹・尾前江美・藤本美歩・野沢桃子・石田由（ytv）
- 美術進行：宮下直子（2024年1月7日まで）
- 番組ロゴ・キャラクター：仲里カズヒロ（Studio-pool.com）
- マルチ：宮井博章・横山昌代・山田富子・田河照雄・喜田よしみ・咲川加奈（共にADEC）、古橋新太郎、西岡愛実、中野香
- 協力：mabu、オフィスりぷる、Walkon、光学堂、オンタイム。、メガバックス、POWER STATION、Dmark、ABS秋田放送（秋田放送→2019年1月13日のみ）、北野偉人館
- 宣伝：横山英治・飯田將博・瀬野尾光則・嶋岡亮介・三好順作[37]・森井亜季[38]・伊藤俊介[39]・米倉功人[40]・森脇征大[41]（ytv）、長谷川雅宏・内藤庸介・小林元樹・太田真人[42]・宗宮功卓[43]（CTV）
- 編成：鈴木梓・西島淳一・吉田聖・倉本健次・田中麻美（ytv）、畑中美香・武藤利宜（CTV）
- 演出：中嶋信之（ytv）[44]、村上雅俊（ytv）
- ディレクター：加藤崇・金井南燮[45]・汐口武史[46]・小原和洋[47]・土屋洋之[48]・清水誠・福田浩之・遠藤慎也[49]・岸本至生・上田洋也[50]・村上顕太・那須賢道・髙橋優貴・樫原淳・小池洋平（ytv）、竹内千尋・本多晋・横尾亮太・岩戸孝晴・工藤祐馬・池内康浩・守屋泰斗・山田英樹・安藤笙作（CTV）、松本剛樹・神川聡明（オフィスりぷる）、河内大（ytv Nextry）、音川ななえ、樋口智子（POWER STATION）、髙橋弘充（2019年1月13日のみ）、高市悠里（2020年8月16日のみ）、金本聖華、国玉靖仁、堀雄太・樽谷浩司[51]・田山夏輝（CTV MID ENJIN）
- チーフディレクター：金井啓[52]・坂谷龍司[53]・廣瀬拓万（ytv）[54]
- AD：松本健吾[55]・宮本歩美（ytv）、安永貴雅（C&R）
- ブレーン：河村竜一朗（週替り）
- プロデューサー：柿本幸一・岩尾安治・中島恭助・小野寺将史[56][44][57]・上野正樹[58] （ytv）、黒宮英作・簔羽慶・林弘幸・河原理雄（CTV）、藤澤國彦（オンタイム）
- チーフプロデューサー：妹尾和己（ytv）、三澤慎一郎（CTV）、鈴木和成（ytv）、綿谷登（ytv）、山西敏之（ytv）、風間一徳（CTV）、阿部裕一（ytv）、安藤元博（CTV）、板谷学（CTV）、前西和成（ytv）[59]、石橋徹也（ytv）[60]、瀬古隆司（CTV）、尼子大介（ytv）[61]、栗田美和（CTV）[62]、竹綱裕博（ytv）[63]、井上勝也（CTV）[64]、山本陽（ytv）[65]